# Bu-san-haeng
Bu-san-haeng (Engels: Train to Busan) is een Zuid-Koreaanse zombiefilm uit 2016 geregisseerd door Yeon Sang-ho. De hoofdrollen zijn voor Gong Yoo, Jung Yu-mi en Ma Dong-seok. De film ging op 13 mei in première op het filmfestival van Cannes (Séances de minuit).

## Verhaal
Su-an vertrekt met haar vader Seok-woo vanuit Seoul met een hogesnelheidstrein (KTX) naar Busan. Net voor het vertrek springt een meisje met een bijtwond op de trein. Ze verandert snel in een zombie, en valt een vrouwelijke conducteur aan. De infectie verspreidt zich snel. Enkele passagiers vluchten naar de voorste treinstellen.

## Rolverdeling
- Gong Yoo als Seok-woo
- Ma Dong-seok als Sang-hwa
- Jung Yu-mi als Seong-kyeong
- Kim Su-an als Su-an
- Kim Eui-sung als Yong-suk
- Choi Woo-shik als Young-gook
- Ahn So-hee als Jin-hee
- Choi Gwi-hwa als dakloze man
- Jung Suk-yong als sportkapitein
- Ye Soo-jung als In-gil
- Park Myung-sin als Jong-gil
- Jang Hyuk-jin als Ki-chul
- Kim Chang-hwan als Kim Jin-mo
- Shim Eun-kyung als weggelopen meisje